# كلية الزراعة (جامعة الزقازيق)
كلية الزراعة بجامعة الزقازيق، تأسست عام (1958م) كمعهد عالي زراعي بالزقازيق، وتحولت إلى كلية في عام (1969م) في البداية كانت تابعة لفرع جامعة عين شمس بالزقازيق، وبعد تأسيس جامعة الزقازيق في 14 أبريل عام 1974م أصبحت كلية الزراعة تابعة لها.
تتكون الكلية من 13 قسما علميا هي:
- البساتين
- المحاصيل
- علوم الأغذية
- اقتصاد زراعي
- هندسة زراعية
- علوم الأراضي
- الكيمياء الحيوية الزراعية
- النبات الزراعي
- وقاية النبات
- الإنتاج الحيواني
- الوراثة
- الدواجن
- الميكروبيولوجيا الزراعية

وتضم الكلية حاليا مائة وثمانية وثمانون أستاذاً، وأربعون أستاذاً مساعداً، وأربعة وثلاثون مدرس، وواحد وخمسين مدرس مساعد، وواحد وسبعون معيد، ويبلغ عدد الطلاب
حوالي 2000 طالب بالفرق الأربع.
تمنح الكلية من خلال الجامعة الدرجات العلمية الآتية:
- درجة البكالوريوس
- دبلوم الدراسات العليا
- درجة الماجستير
- درجة دكتوراه

## العمداء[3]
- أ.د / محمد فهمى—من—1/7/1958 --- إلى --- 1/8/1971 (معهد)
- أ.د / عبد الرحمن سرى—من—12/9/1971 --- إلى --- 11/10/1975 --- (كلية)
- أ.د / محمد بكر مصطفى—من—16/10/1975 --- إلى --- 31/8/1982 --- (كلية)
- أ.د / محمد عبد الحميد البهيدى—من—1/9/1982 --- إلى --- 28/2/1990 --- (كلية)
- أ.د / على أحمد عطية المنسى—من—6/3/1990 --- إلى --- 31/7/1996 --- (كلية)
- أ.د / أحمد عادل البدوى—من—5/8/1996 --- إلى --- 31/7/1998 --- (كلية)
- أ.د / حسن أحمد ربيع—من—9/8/1998 --- إلى --- 31/7/2004 --- (كلية)
- أ.د / سعيد محمد السنهوتى—من—7/9/2004 --- إلى --- 8/2007 --- (كلية)
- أ.د / محمد باسم عاشور—من—15/10/2007 --- إلى --- 10/2009 --- (كلية)
- أ.د./ حسن علي إبراهيم صليحة من—4/1/2010 --- إلى --- 9/2012 --- (كلية)
- أ.د./ عبد الحكيم محمد إسماعيل نور الدين—من—18/9/2012 --- إلى --- 2016
- أ.د./ أحمد فؤاد مشهور من 2016
- أ.د./ أسامة عبد المنعم —من—8/2/2021 --- إلى --- 28/7/2024
- أ.د./ خالد محمد محمد وهدان (قائم بأعمال عميد الكلية وكيل الكلية لشئون التعليم والطلاب) من—29/7/2024 --- إلى --- 27/4/2025
- أ.د./ محمود محمد محمد عطية —من—28/4/2025 --- إلى --- الآن

## مكتبة كلية الزراعة[4]

### تاريخ المكتبة
تعد مكتبة كلية الزراعة جامعة الزقازيق من أقدم مكتبات كليات الجامعة حيث بدأت المكتبة مع بداية إنشاء المعهد العالي الزراعي عام (1958) وتم ضمها إلى جامعة عين شمس (1969) ثم استقلت عنها بعد إنشاء جامعة الزقازيق (1974).
وإدارة المكتبة هي إحدى الإدارات التي تتبع كلية الزراعة وتخضع لأشراف السيد الأستاذ الدكتور/ وكيل الكلية للدراسات العليا والبحوث.

### موقع المكتبة
تقع المكتبة في الجهة الشمالية من مبنى إدارة الكلية وتتكون من مبنى مستقل ذات طابقين علويين
وتتكون إدارة المكتبة من التقسيمات الإدارية آلاتية:-
1 – قسم التزويد والإضافة
2 - قسم الأعداد الفنى
3- قسم الطبع والتصوير
4– قسم الإهداء والتبادل
5– قسم الخدمة المكتبية

### القاعات الرئيسية بالمكتبة:-
يتبع المكتبة أربع قاعات رئيسية للمطالعة ذات أرفف مفتوحة تم ترتيب مقتنياتها حسب الموضوعات التي تخص الأقسام العلمية الموجودة بالكلية وبالتخصصات الفرعية داخل كل قسم ويقوم باختيار هذه المقتنيات لجنه من السادة أعضاء هيئة التدريس ممثله لجميع الأقسام العلمية والتخصصات المختلفة داخل كل قسم.

### مواعيد العمل بالمكتبة
تفتح المكتبة أبوابها للباحثين والدارسين سواء من داخل الكلية أو خارجها ابتداء من الساعة التاسعة صباحا وحتى الساعة الخامسة مساء طوال العام الدراسي وخلال الفترة الصيفية.

### نظام الاستعارة داخل المكتبة

#### الاستعارة الخارجية
في بداية كل عام دراسي جديد يقوم طلبة مرحلة البكالوريوس وكذلك طلبه الدراسات العليا المقيدين بالكلية بتقديم استمارة ضمان موقعة من أحد موظفى الدولة وذلك ضمان للكتب التي يقوم الطالب باستعارتها ومعتمدة من جهة العمل وبذلك يحق للطالب استعارة الكتب خارجيا مع تطبيق اللوائح والنظم المتعارف عليها وهي:
- يحق لطالب مرحلة البكالوريوس استعاره كتابين لمدة لا تتجاوز أسبوعيين وأربعة كتب لطلبة الدراسات العليا لمدة لا تتجاوز شهر ويجوز تجديد الإعارة لمدة أخرى ما لا يطلبها مستعير آخر.
- كما يحق للسادة أعضاء هيئة التدريس والعاملين بالكلية استعارة أربعة كتب في وقت واحد لمدة لا تتجاوز شهر قابلة للتجديد ما لا يطلبها مستعير آخر.
- في حالة انتهاء مدة الإعارة القانونية دون أن يعيد المستعير ما بحوزته من كتب للمكتبة في الموعد المحدد يقوم الطالب في مرحلة البكالوريوس بدفع خمسة وعشرون قرش وطالب الدراسات العليا والسادة أعضاء هيئة التدريس والعاملين بالكلية خمسون قرشا عن كل يوم تأخير ويتم توريد الحصيلة إلى حساب تحسين الخدمة المكتبية.

#### الاستعارة الداخلية
يسمح لجميع طلبة مرحلة البكالوريوس وطلبة الدراسات العليا وأعضاء هيئة التدريس وجميع الباحثين من داخل الجامعة وخارجها بدخول جميع قاعات المكتبة للإطلاع الداخلي والانتفاع بجميع الخدمات التي تقدمها المكتبة ما عدا الاستعارة الخارجية على أن يقدم كل متردد ما يثبت شخصيته إلى المختص داخل القاعة وتسجيل اسمه وكتابة جميع البيانات الخاصة به في سجل المترددين مع الالتزام بالقواعد العامة المتعارف عليها داخل القاعة ويحق للمكتبة حرمان من يخالف تعليماتها أو نظامها أو تقاليدها من الانتفاع بخدماتها.

## مقتنيات المكتبة
تحتوى مكتبة الكلية على عدد (5888) كتاب ومرجع عربي.
تحتوى مكتبة الكلية على عدد (6443) كتاب ومرجع إفرنجي.
تحتوى مكتبة الكلية على عدد (2674) رسالة ماجستير.
تحتوى مكتبة الكلية على عدد (1301) رسالة دكتوراه.
تحتوى مكتبة الكلية على عدد (1961) دورية عربية.
تحتوى مكتبة الكلية على عدد (8079) دورية إفرنجية.
تحتوى مكتبة الكلية على عدد (50) عنوان كدورية عربية.
تحتوى مكتبة الكلية على عدد (67) عنوان كدورية إفرنجية.
بعض الخدمات التي تقوم بها المكتبة بالإضافة إلى الأنشطة التي تمت داخلها:
الإهداء والتبادل: -
يقوم قسم الإهداء والتبادل بالمكتبة بالتبادل بالكتب والمطبوعات الزائدة عن حاجة المكتبة وكذلك مجلة الكلية للبحوث الزراعية مع غيرها من الكليات والجامعات ومراكز البحوث والمؤسسات العلمية المختلفة داخل الجامعة وداخل الجمهورية وفي محيط الوطن العربي وخارج الوطن العربي وان دل على شيء إنما يدل على إذكاء روح التعاون المثمر مع غيرها من المؤسسات العلمية المختلفة على المستوى الداخلي والخارجي حيث يتم التبادل مع الجهات المختلفة آلاتي بيانها:
1 - عدد 41 جهة داخلية
2 - عدد 13 جهة في إنحاء الوطن العربي
3 - عدد 2 جهة أجنبية
التزويد والإضافة:-
- يقوم قسم التزويد والإضافة بالمكتبة بجميع الإجراءات الخاصة بعملية شراء الكتب والمراجع العربية والإفرنجية وذلك من خلال معرض القاهرة الدولي للكتاب كذلك يقوم القسم بجميع الإجراءات الإدارية والمالية بإضافة آي مطبوع يرد للمكتبة سواء كان بالشراء أو الإهداء.
- القيام باستلام الدوريات العلمية الأجنبية من الإدارة العامة للمكتبات وإنهاء إجراءات أضافتها إلى عهدة المكتبة.
- استلام الرسائل العلمية من قسم الدراسات العليا بالكلية وأضافتها إلى عهدة المكتبة.
- القيام بجميع الإجراءات الإدارية اللازمة لإتمام عملية التجليد بالمكتبة.

### النشرة الدورية
تقوم المكتبة بعمل نشرة دورية ربع سنوية تحتوى على جميع الكتب المراجع العربية والأجنبية والدوريات والرسائل العلمية التي ترد للمكتبة وتم أضافتها إلى عهدتها خلال كل فترة سواء بالشراء أو بالإهداء أو بالتبادل ويتم توزيع هذه النشرة على الأقسام العلمية بالكلية والمكتبة المركزية بالجامعة لإتاحة الفرصة للسادة أعضاء هيئة التدريس والمترددين بالإلمام بأحدث ما تم أضافته إلى مقتنيات المكتبة.

### الإحصائيات
- يقوم كل قسم وكل قاعة داخل المكتبة بتقديم تقرير شهري مفصل بجميع الأعمال والإنجازات التي تمت خلال الشهر وذلك على هيئه جداول إحصائية واضحة وذلك للسيد مدير المكتبة.
- تقوم المكتبة في نهاية كل عام بتقديم تقرير تفصيلي للإدارة العليا بالكلية حيث يتم فيها توضيح جميع الإنجازات والأعمال والنشاط الذي قامت به المكتبة طوال العام.

### فحص الرسائل العلمية:-
- تقوم المكتبة بفحص كل رسالة علمية حسب النموذج الخاص بالمواصفات الشكلية للرسالة وكذلك فحص الديسكات الخاصة بكل رسالة على الكمبيوتر وذلك قبل تسليمها إلى إدارة الدراسات العليا بالكلية وكتابة تقرير عن كل رسالة ومدى مطابقتها للنموذج الخاص بذلك.

### التجليد والترميم
- تقوم المكتبة بعملية فحص شامل لجميع مقتنيات المكتبة في نهاية كل عام للوقوف على حالتها وتجنيب ما يحتاج للتجليد أو الترميم وذلك للحفاظ عليها من التلف.

لجنة المكتبة:
- يتم عمل اجتماع دورى شهريا للجنة المكتبة والتي تضم في عضويتها السادة أعضاء هيئة التدريس الممثلين لجميع الأقسام العلمية بالكلية وذلك لمناقشة أعمال المكتبة وحل بعض المشاكل التي تواجهها.

### توفير الامتحانات للطلبة
- تقوم المكتبة بتوفير جميع الامتحانات التي تتم بالفصلين الدراسيين الأول والثاني للفرق الأربع بالكلية وجميع الشعب التي تتبع الأقسام العلمية المختلفة ويتم حفظها في حافظات خاصة حتى يتمكن جميع الطلبة بالكلية بالاستعانة بها والاستفادة منها طول العام.

الجرد السنوي:
تتم عملية الجرد السنوي لجميع مقتنيات المكتبة من كتب ومراجع عربية وأجنبية ورسائل ودوريات علمية عربية وأجنبية وذلك في نهاية كل عام دراسى بلجنة مشكلة ومعتمدة من السيد أ.د / عميد الكلية والتي على أساسها يتم غلق المكتبة ووقف جميع أنشطتها ما عدا عملية الجرد وذلك حتى نهاية شهر يونيو والانتهاء من إجراءات الجرد.

### رسم دخول المكتبة باجامعة
بناءً على قرار لجنة المكتبات بالجامعة والمعتمد من مجلس الجامعة تم تحديد اشتراكات دخول المكتبة للسادة المترددين عليها من خارج الجامعة.
تحديث المكتبة
- تم نقل المكتبة بأقسامها الإدارية وقاعاتها من مبناها القديم التي ظلت فيه حوالى ثلاثين عاما إلى مبنى جديد مستقل يتكون من طابقين علويين حيث يتميز المبنى الجديد بالإضاءة والتهوية الجيدة ومستوى النظافة الملحوظ حتى يتلاءم ويتناسب مع مكتبة كونها مكتبة جامعية.
- تم شراء عدد 103 وحده من أرفف خشبية حديثة لجميع قاعات المكتبة لغرض حفظ مقتنيات المكتبة وبما يتلاءم مع مظهرها.
- تم تجديد جميع مناضد قاعات المطالعة بالمكتبة وتغطيتها بمفارش وألواح من الزجاج مما أعطى للقاعات شكل جمالى مريح للسادة المترددين على المكتبة.
- تم إقامة معرض للكتب الثقافية بالمكتبة بأسعار رمزية خدمة للطلبة والعاملين بالجامعة وتم توريد الحصيلة إلى حساب تحسين الخدمة المكتبية.
- تم الانتهاء من عمل دليل لجميع الرسائل العلمية الموجودة بالمكتبة وتسجيلها داخل الحاسب الالي.
- تم الانتهاء من عمل دليل للكتب والمراجع العربية والأجنبية وتسجيلها داخل الكومبيوتر.
- تم الانتهاء من عمل دليل للدوريات العربية والأجنبية والمؤتمرات وتسجيلها داخل الحاسب الالي.

### قاعات المكتبة
تضم مكتبة الكلية عدد 4 قاعات وهي على التوالى:

#### قاعة الكتب والمراجع الأجنبية
- وهي تضم المراجع والكتب الإفرنجية والموسوعات والأطالس والقواميس التي تهم السادة أعضاء هيئة التدريس ومعاونيهم وطلبة الدراسات العليا والباحثين.
- وتبلغ مساحة هذه القاعة حوالى 120 م2 وتتسع لحوالى 45 باحث وقارئ وتضم عدد (6443) كتاب ومرجع أجنبي.
- وقد تم تقسيم الكتب والمراجع داخل هذه القاعة حسب الموضوعات المختلفة والتي تتبع الأقسام العلمية الموجودة بالكلية حسب تخصصاتها الفرعية داخل كل قسم رئيسى بحيث يسهل على الباحث الوصول إلى الكتاب والمرجع الذي يرغب فيه بكل سهولة ويسر.
وقد تم ترتيب هذه الأقسام الرئيسية حسب تخصصاتها المختلفة ترتيباً مسلسلاً يرمز لها بالأرقام اللاتينية I، II، III، IV, V… وهكذا بحيث يستوعب أي زيادة مستقبلية في التخصصات العلمية الأخرى.
- تم تقسيم الكتب داخل القسم الرئيسى إلى أقسام فرعية حسب التخصصات الفرعية داخل كل قسم رئيسى ويرمز لها بالحروف الإنجليزية A، B، C ….. etc.
- وتم ترتيب الكتب داخل الأقسام الفرعية التابعة للأقسام الرئيسية ترتيباً مسلسلاً يرمز لها بالأرقام الإنجليزية 1 ,2، 3 ….etc
- تم وضع عدد 2 ملصق على كعب كل كتاب:
- الأول: خاص بتصنيف الكتاب حسب ديوى العشرى.
- الثاني: تم كتابة جميع بيانات الكتاب على هيئة رموز ولون يميز كل قسم عن الآخر حتى يمكن الاستدلال على كل كتاب عن طريق هذه الرموز وتعبر هذه الرموز عن القسم الرئيسى ثم القسم الفرعى ثم رقم الكتاب داخل القسم الفرعى مما يميز كل قسم وكل تخصص عن الآخر ومثال ذلك كتاب:Laboratory Manual of botany

- وقد تم عمل فهرس تفصيلى لجميع الكتب التي تتبع كل قسم رئيسى في جميع التخصصات المختلفة داخل القسم وذلك في سجلات خاصة وقد تم توضيح رقم الكتاب – رمز القسم الرئيسى – رمز القسم الفرعى – رقم القيد – عنوان الكتاب – المؤلف – سنة الطبع – المورد – تاريخ الورود – الثمن....وهكذا.
- هذا بالإضافة إلى ما سبق ذكره يوجد عدد 3 وحدات فهارس (مؤلف – عنوان – موضوع) وقد تم ترتيب ما بداخلها من بطاقات ترتيبا أبجديا داخل كل وحدة.
- أما بالنسبة للوحدة الخاصة بالموضوعات فقد تم تقسيمها حسب الأقسام الرئيسية والتخصصات المختلفة الموجودة فعلا وتم ترتيب الكتب داخل كل تخصص ترتيبا أبجديا حسب نوع الكتاب.
- كذلك تم تسجيل جميع بيانات هذه الكتب بأقسامها الرئيسية والفرعية على CD تم الاحتفاظ بها بالمكتبة.

#### قاعة الكتب والمراجع العربية
- وهي تضم المراجع والكتب العربية التي تهم السادة أعضاء هيئة التدريس ومعاونيهم وطلبة الدراسات العليا وطلبة مرحلة البكالوريوس.
- وتبلغ مساحتها حوالى 120 م2 وتتسع لحوالى 45 باحث وقارئ وتضم عدد (5888) كتاب ومرجع عربي.
- وتم ترتيب الكتب على الأرفف أيضا حسب الأقسام العلمية الموجودة بالكلية ويرمز لهذه الأقسام العلمية بالأرقام اللاتينية وكما تم بالقاعة الإفرنجية..
- وتم ترتيب الكتب داخل كل قسم حسب تخصصاتها المختلفة، يرمز لها بالحروف الإنجليزية تبدأ من A، B, C… etc
- وتم ترتيب الكتب داخل كل قسم فرعى بتسلسل الأرقام (الإنجليزية أو العربية).
- تم تمييز كل قسم عن الآخر باللون المميز لكل قسم مما يسهل على القارئ الوصول إلى هدفه بسهولة ويسر وهكذا كما تم في القاعة الإفرنجية (انظر بيانات القاعة الإفرنجية وما تم بها).
- وتم وضع 2 ملصق على كعب كل كتاب الأول خاص بتصنيف الكتاب حسب تصنيف ديوى العشرى. والآخر كتابة جميع بيانات الكتاب بالرموز المتعارف عليها كما تم في القاعة الإفرنجية بحيث يمكن الوصول إلى أي كتاب عن طريق هذه الرموز.
- وتم أيضا عمل فهرس تفصيلى لجميع الكتب وبالتخصصات المختلفة في سجلات خاصة وتم توضيح جميع بيانات الكتاب كما تم في المكتبة الإفرنجية.

#### قاعة الدوريات العلمية
- وتعد الدورية من الأهمية حيث أنها تقدم أحدث وأهم المعلومات والأبحاث والتعرف على العلماء والباحثين ومراكز البحوث وكذلك أهم المراجع في مجال التخصصات المختلفة.
- وتقوم الإدارة العامة للمكتبات بالجامعة بالاشتراك في أحدث الدوريات الأجنبية التي تهم جميع التخصصات المختلفة في جميع الكليات بالجامعة وذلك بناء على اختيارات السادة أعضاء هيئة التدريس بجميع كليات الجامعة.
- وتبلغ مساحة هذه القاعة 120 م2 وتتسع لحوالى 45 باحث.
- وتضم هذه القاعة عدد (8079) نسخة من الدوريات المختلفة يتم شراؤها عن طريق الإدارة العامة للمكتبات وكذلك دوريات أجنبية يتم ورودها للمكتبة عن طريق قسم الإهداء والتبادل من بعض الجامعات والمراكز والهيئات العلمية المختلفة داخل وخارج ج.م.ع.
وكذلك عدد (1961) نسخة من الدوريات العربية والمؤتمرات تم ورودها من بعض الجامعات والمراكز والهيئات العلمية المختلفة داخل وخارج ج.م.ع.
وقد تم ترتيب الدوريات على الأرفف حسب الموضوعات التي تخص كل قسم من الأقسام العلمية المختلفة الموجودة بالكلية هذا بالإضافة إلى القسم العام (General) والذي يضم الدوريات التي تخدم أكثر من قسم.
- وتم تمييز الدوريات داخل الأقسام العلمية بالإضافة إلى الأقسام الأخرى وذلك بالأرقام اللاتينية.
- وتم ترتيب الدوريات التي تخص كل قسم علمى ترتيباً أبجدياً ويرمز لكل دورية داخل كل قسم بالحروف الإنجليزية التي تبدأ من A، B, C…etc وهكذا.
- وتم تمييز كل قسم بلون مختلف عن القسم الآخر بحيث يمكن تمييز دوريات كل قسم عن دوريات القسم الآخر.
- وتم وضع 2 ملصق على كعب كل دورية وكتابة جميع بيانات كل دورية على هيئة رموز بحيث يمكن الوصول إلى أي مجلد أو أي عدد أو أي سنة وفي أي قسم عن طريق الرموز الموضحة على الملصق الموجود على كعب كل دورية وذلك كما يلى:
- الملصق الأول يوضح:
- الملصق الثاني يوضح:

- وقد تم عمل فهرس تفصيلى لجميع الدوريات التي تتبع كل قسم في سجلات خاصة وتم توضيح جميع بيانات كل دورية (عنوان الدورية – عدد مرات الصدور – الناشر – المورد – سنة الطبع – ISSN).
- وتم تسجيل جميع هذه البيانات وكما تم بباقى القاعات على CD ومحفوظ بمكتبة الكلية

#### قاعة الرسائل العلمية
وهي تضم جميع الرسائل العلمية (ماجستير ودكتوراه) والتي أجيزت من كلية الزراعة وكذلك التي تم إهداؤها عن طريق بعض الباحثين من داخل الكلية وخارجها بالإضافة إلى مكتبة للرسائل العلمية مهداه باسم أ.د/ محمد فهمى عميد الكلية الأسبق.
- وتقدر مساحة هذه القاعة حوالى 120 م 2
- وتتسع لحوالى 45 باحث وقارئ.
- وتضم هذه القاعة عدد 198 رسالة ماجستير باللغة العربية.
- وتضم هذه القاعة عدد 106 رسالة دكتوراه باللغة العربية.
- وتضم هذه القاعة عدد 2476 رسالة ماجستير باللغة الأجنبية.
- وتضم هذه القاعة عدد 1195 رسالة دكتوراه باللغة الأجنبية.
```
وقد تم ترتيب الرسائل العلمية على الأرفف أيضاً حسب الموضوع والذي يتبع الأقسام العلمية بالكلية ويرمز لها بالأرقام اللاتينية I، II، III، IV, V …… وهكذا
```

- وتم ترتيب الرسائل العلمية التي تخص كل قسم في تسلسل داخلي حسب تاريخ ورود كل رسالة وذلك بالأرقام الآتية 1، 2، 3، 4
- وتم تمييز رسائل الماجستير عن رسائل الدكتوراه في كتابة بيانات كل رسالة على الملصق الخاص بها (اللون الأسود للماجستير – واللون الأحمر للدكتوراه) وهكذا.
- وقد تم عمل فهرس تفصيلى لكل رسالة (في جميع التخصصات المختلفة التي تتبع الأقسام العلمية وتم توقيع جميع بيانات الرسالة – القسم التابع له الرسالة – نوع الرسالة (ماجستير – دكتوراه) – رقم الشطب – رقم الرسالة – عنوان الرسالة – المؤلف – سنة الطبع – مكان الطبع.
- وتم تسجيل جميع هذه البيانات وكما تم بباقى القاعات على CD ومحفوظ بمكتبة الكلية
- كذلك تم عمل دليل مكتمل لجميع الرسائل العلمية الموجودة بالمكتبة.

## مجلة الزقازيق للبحوث الزراعية[5]

### رسالة المجلة
تتمثل رسالة المجلة في أنها تمثل الإطار الإعلامي والتوثيقي للنشاط العلمي لاسرة كلية الزراعة بجامعة الزقازيق في جميع مجالات التخصص الزراعية باتجاهها الأكاديمي والتطبيقي وما يرتبط بها من أمور الاقتصاد والإنتاج والصحة العامة والبيئة ولايقتصر النشر بالمجلة على أعضاء هيئة التدريس بالكلية فقط بل يشمل أيضا جميع المهتمين من الباحثين في الجامعات ومراكز البحث العلمي داخل الجمهورية وخارجها. كما أن الاعداد المنشورة من المجلة يتم تبادلها وإهدائها إلى ثمانية عشر جهه علمية خارج الجمهورية (عربية – واوربيه وآسياوية وأيضا الي ثلاثة واربعون جهه علمية داخل الجمهورية 0
```
الرؤية المستقبلية لتطوير المجلة
```

تتمثل في وضع جميع الاعداد المنشورة بالمجلة علي شبكة المعلومات الدولية (الإنترنت) وقد تم بالفعل وضع ملخصات للابحاث التي نشرت بالمجلة علي الإنترنت من المجلد الثالث والثلاثون لعام 2006 حتي المجلدالسادس والثلاثون لعام2009 لتكون متاحة لجميع الباحثين والمهتمين في جميع أنحاء العالم وسيتم تباعاوضع الاعداد التي تنشر علي موقع المجلة علي شبكة الإنترنت
```
بيان بإنجازات إدارة المجلة من عام 2007 حتي عام 2009
```

اولا: عام 2007 صدرالمجلد رقم 34 لعام 2007 يحتوي على ستة اعداد بيانهم كالتالي:

1-يناير 2007 يحتوي على (11 بحث + 5 ملخصات) وعدد صفحاته (191 صفحة)

2-مارس 2007 يحتوي على (12 بحث+ 5 ملخصات) وعدد صفحاته (213 صفحه)

3-مايو 2007 يحتوي على (8أبحاث+ 14 ملخص) وعدد صفحاته (192 صفحة)

4-يولية 2007 يحتوي على (10أبحاث+ 9 ملخص) وعدد صفحاته (193 صفحة)

5-سبتمبر 2007 يحتوي على (10أبحاث+ 18 ملخص) وعدد صفحاته (200 صفحة)

6-نوفمبر 2007 يحتوي على (12أبحاث+15 ملخص) وعدد صفحاته (250 صفحة)

الإجمالـــــــــي (63 بحث + 66 ملخص 1239 صفحة)
ثانيا: عام 2008 صدر المجلد رقم 35 لعام 2008 يحتوي على ستة أعداد بيانهم كالتالي:
1-يناير 2008 يحتوي على (11 بحث +17 ملخصا) وعدد صفحاته (237 صفحة)

2-مارس 2008 يحتوي على (12 بحث+12 ملخصا) وعدد صفحاته (222 صفحه)

3-مايو 2008 يحتوي على (12 بحث +15 ملخصا) وعدد صفحاته (243 صفحة)

4-يولية 2008 يحتوي على (13 بحث+ 10 ملخصات) وعدد صفحاته (281 صفحة)

5-سبتمبر 2008 يحتوي على (12 بحث+ 14 ملخصا) وعدد صفحاته (263 صفحة)

6-نوفمبر 2008 يحتوي على (13أبحاث+11 ملخصا) وعدد صفحاته (272 صفحة)

الإجمالـــــــــي (73 بحث + 79 ملخص 1518 صفحة)
ثالثا: عام 2009 صدرالمجلد رقم 36 لعام 2009 يحتوي على ستة اعداد صدر منها حتي الآن ثلآثة أعداد بيانهم كالتالي:

1- يناير 2009 يحتوي على (14 بحث +14 ملخصا) وعدد صفحاته (255 صفحة)

7-مارس 2009 يحتوي على (9 بحث+11 ملخصا) وعدد صفحاته (211 صفحه)

8-مايو 2009 يحتوي على (8 بحث +6 ملخصات) وعدد صفحاته (208 صفحة)

الإجمالـــــــــي (31 بحث + 31 ملخص 674 صفحة)

## وحدات ومراكز ومشروعات الكلية[7]
تعتبر كلية الزراعة ذات ريادة جامعية لترابط مجتمعي وخدمي والكلية تدير وتؤدي العديد من الخدمات للمجتمع والبيئة تتضمن:

تعاون الكلية في الشئون العامة والاجتماعية والبيئية:
- تدير الكلية مركز البحوث البيئية الزراعية
- والمركز يشتمل علي عشرون وحدة، 12 منها فعالة وتتضمن هذه الوحدات:

```
مزرعة الخطارة: وتضم 6 ر842 فدان مقسمة إلي 3 قطاعات يزرع الأول محاصيل حقل مختلفة خضر / فاكهة، أما الثاني فهو موزع إلي أنشطة بحث وأنشطة تجارب، أما القطاع الثالث فهو مفتوح للإيجار للعامة وذلك للحصول علي تمويل لازم لتكاليف القطاعات الأخرى.
```

- مشتل نباتات الزينة: يتخصص هذا المشتل في إنتاج وتسويق نباتات زينة مختلفة.
- مزرعة الإنتاج النباتي: وهو جزء من المزرعة ذو تربة طينية وذلك لتجارب البحث بالإضافة إلي إنتاج نماذج تعليمية للطلاب.
- مزرعة غزالة: مزرعة مكونة من 5 ر18 فدان وهي مخصصة لتجارب بحث وإنتاج محاصيل حقل مزرعة الدواجن: هدفها زيادة أنواع مختلفة من الدواجن مثل الدجاج والبط والرومي والدجاج المنتج للبيض.
- مزرعة الأرانب: صممت لرفع وزيادة إنتاجية أنواع مختلفة من الأرانب للتجارب العلمية والتسويق.
- المعمل المركزي: يعتبرهذا المعمل مصدر للإمداد بمساعدة تقنية وخدمات تحليل العينات وذلك لبحاث الكلية، طلاب مرحلة البكالوريوس، ولمنتجي الأغذية الزراعية بأسعار زهيدة للعامة، وتتضمن هذه الخدمات تحليل التربة، تحليل المياه، تحليل النبات والغذاء.
- وحدة المنظفات الصناعية: نتج هذه الوحدة الصابون السائل ذو الروائح المتعددة (ليمون، تفاح، 000)، الكلور، منظفات السيراميك، وتباع هذه المنتجات لأعضاء الكلية والعاملين بها وأيضاً للعامة.
- وحدة إنتاج اللبن: تنتج هذه الوحدة منتجات ألبان متعددة مثل اللبن الطازج، الجبن، الزبادي، الأيس كريم، والزبد. وتدير الكلية منفذ خارجي لتسويق هذه المنتجات إلي العامة.
- وحدة التبريد والتجميد: تتضمن هذه الوحدة 8 حجرات للتبريد وحجرة تجميد – تتراوح مساحة كل حجرة 35 مترمكعب مفتوحة للإيجار بواسطة العامة وبأسعار زهيدة.
- وحدة الإنتاج الحيواني: تستخدم هذه الوحدة لإنتاج عدد من أبقار الفريزيال للتربية وإنتاج اللبن.
- وحدة القوارض والحشرات المنزلية: تضم هذه الوحدة مجموعة من المتدربين ذوي الكفاءة العالية لمقاومة القوارض والحشرات المنزلية في الجامعة والمجتمع المحلي.

```
بعض أنشطة المركز:
```

1-إنتاج تقاوي الأرز بمزرعة غزالة وبيعها إلي مزارعي المنطقة.

2-محاربة القوارض في بيوت الطلاب ومستشفي الجامعة.

3-تأجير وحدة التجميد لمنتجي الدواجن كحل لأنفلونزا الطيور.

وكذا فإن مخلفات المزرعة يعاد تدويرها لإنتاج الكمبوست والعلف الحيواني.

## مبانــــي ومنشآت الكلية[8]
يتكون تجمع الكلية من 12 مبني وثلاث مداخل رئيسية – فالمدخل الرئيسي له جانبان حيث يتضمن الجانب الأيمن ثمانية مبان.
1. المبني الأول هو مبني قسم الاقتصاد الزراعي والذي يتكون من طابقين
2. المبني الثاني هو مبني الإدارة والذي يتكون من ثلاث طوابق.
3. المبني الثالث هو مبني المكتبة الـــذي يتكون من ثلاث طوابق حيث الطابق الأول يضم قاعتين صغيرتين للدرس بينما الطابقين الأخرى ن فيخصان المكتبة.
4. المبني الرابع هو مبني أكبر قاعة درس بالكلية والذي يطلق عليه اسم قاعة التجارة والذي يقع عند خلفيته مطعم الطلاب.
5. المبني الخامس فهو مبني قسم البساتين والذي يتكون من ثلاث طوابق حيث توجد وحدة تقويم الأداء وضمان الجودة بالدور الأول ببينما الطابقين الأخرى ن يمثلان أدوار قسم البساتين الرئيسية.
6. المبني السادس يضم قسم علوم الأغذية الذي يتكون من ثلاث طوابق حيث الطابق الأول يشمل المعامل. أما الطابق الثاني فهو لأعضاء هيئة تدريس فرع الألبان بينما الطابق الثالث يخص أعضاء هيئة تدريس علوم الأغذية.
7. المبني السابع هو مبني قسم وقاية النبات الذي يتكون من أربعة طوابق حيث الأول يضم قسم الكيمياء الزراعية والثاني به قسم علوم الأراضي بينما الطابقيين الثالث والرابع فهي تخص قسم وقاية النبات.
8. وبالإضافة إلي ذلك فهناك المسجد القريب من المدخل الثاني للكلية وكذا مبني حديث يتكون من أربعة طوابق تضمن مسرح دائري كبير خاص بالجامعة وبالإضافة إلي ذلك يوجد منفذ بيع منتجات الكلية.
9. أما عن الجانب الأيسر للبواية الرئيسية يوجد (مبني المعامل) والذي يتكون من أربعة طوابق – الأول يمثل قسم النبات الزراعي وأمراض النبات أما الثلاث الأخرى فتضم علي الترتيب قسم الوراثة، وقسم الهندسة الزراعية وقسم الميكروبيولوجيا الزراعية.

بالإضافة إلي ذلك فإن هذا الجانب يضم مبني قسم المحاصيل ومبني الكنترول وأعمال الامتحانات والذي يتكون من طابقين وعلاوة علي ذلك يوجد مبني النادي الذي يتكون من طابقين حيث الدور السفلي يضم ألعاب الجيم بينما العلوي هو دور النادي نفسه.
وخارج تجمع الكلية وعلي بعد مايقرب من 500 متر هناك مبني آخر منفصل بمدخل مستقل يتكون من طابقين أحدهما يضم قسم الدواجن والأخر لقسم الإنتاج الحيواني وتوجد مزرعة الكلية للإنتاج الحيواني قريبة من المبني الأخير.
وهناك مبني آخر هو المبني الموجود في مقاطعة الخطارة حيث توجد المزرعة الرئيسية للكلية.

## وصلات خارجية
- موقع طلبة جامعة الزقازيق (موقع غير رسمى) نسخة محفوظة 6 أكتوبر 2011 على موقع واي باك مشين.